# Shelfordia rostrata
Shelfordia rostrata är en stekelart som först beskrevs av Gyöö Viktor Szépligeti 1901.  Shelfordia rostrata ingår i släktet Shelfordia och familjen bracksteklar. Inga underarter finns listade i Catalogue of Life.